# Szłomnik

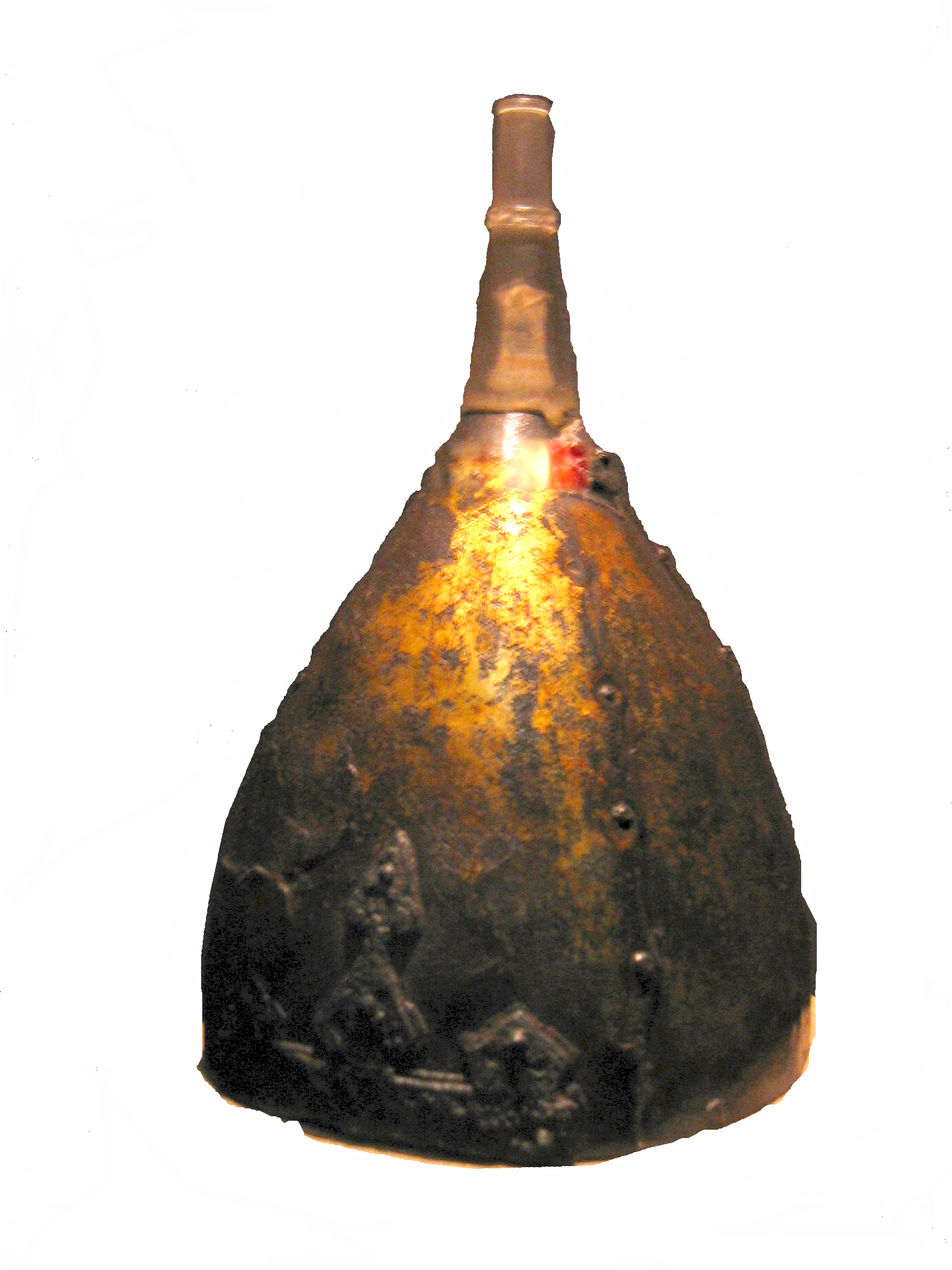
tzw. szłom wielkopolski z X wieku

Szłomnik – kategoria ludności służebnej w Polsce w X–XIII wieku, trudniąca się wyrobem hełmów (tzw. szłomów) bojowych.
Ich obecność poświadcza toponomastyka w postaci nazw miejscowych Słomniki (dawniej Szłomniki).